# Uskolisni oman
Uskolisni oman (lat. Pentanema ensifolium), biljna vrsta iz porodice glavočika nekad smještana u rod Inula (oman), pa joj otuda naziv uskolisni oman, danas se vodi kao član roda Pentanema. Raširena je po dijelovima Europe (uključujući i Hrvatsku) i Azije.
Opisana je u Taxon 67: 159 (2018), a prvi puta kao Inula ensifolia L.

## Sinonimi
- Aster ensifolius (L.) Scop. in Fl. Carniol., ed. 2, 2: 174 (1771)
- Helenium ensifolium (L.) Kuntze in Revis. Gen. Pl. 1: 342 (1891)
- Inula ensifolia L. in Sp. Pl.: 883 (1753)